# Старосаїтово
Старосаї́тово (рос. Старосаитово, башк. Иҫке Сәйет) — присілок у складі Ішимбайського району Башкортостану, Росія. Входить до складу Кулгунінської сільської ради.
Населення — 177 осіб (2010; 179 в 2002).
Національний склад:
- башкири — 99%